# Coccophagus auricaput
Coccophagus auricaput är en stekelart som beskrevs av Girault 1915. Coccophagus auricaput ingår i släktet Coccophagus och familjen växtlussteklar. Inga underarter finns listade i Catalogue of Life.